# Physocyclus californicus
Physocyclus californicus is een spinnensoort uit de familie trilspinnen (Pholcidae). De soort komt voor in Verenigde Staten.